# Геологія Камеруну
Геологія Камеруну
Більша частина країни (особливо в центрі і на півдні) — плоскогір'я висотою 500–900 м, приурочене до виступу Африканської платформи, — щита Яде, — складена гранітами, гнейсами, кристалічними сланцями, кварцитами і іншими міцними породами. Ця територія дренується річками Санага, Ньонг і Нтем, які впадають в затоку Біафра, Джа і Санга — в басейн р. Конго. На заході плоскогір'я круто обривається до прибережної низовини, а на північному заході примикає до низовини, розвиненої в периокеанічній западині Дуала, яка наповнена відкладами крейди та кайнозою. Тут на шельфі виявлені нафтові і газові родовища. Далі на захід виражена зона розломів, яка обмежує масивне нагір'я Камерун з активними виявами вулканізму. Найбільший вулкан Камерун (4070 м) знаходиться недалеко від узбережжя. Найбільша центральна частина нагір'я — плато Бамілеке з висотами до 2500–2700 м (найвища точка гора Ону, 3011 м).
Східне продовження нагір'я Камерун — кристалічне нагір'я Адамауа (до 2000–2400 м). Північний край цього нагір'я різко обривається до глибокої улоговини Бенуе, відповідної однойменному ґрабену. Тут протікає р. Бенуе, ліва притока Нігера.
На півночі від цієї долини підносяться гори Мандара з середніми висотами 1000–1100 м. На крайній півночі в межі Камеруну входить невелика частина западини Чаду і рівнини біля однойменного озера, а також низов'я р. Шарі. На древньому плато Камеруну розвинені могутні латеритні кори вивітрювання з родовищами бокситів (найбільше родовище Мінім-Мартап розташоване в центральній частині країни). Поверхневі родов. гібситових бокситів латеритного типу. Є також багаті поклади залізняку.